# Umbela

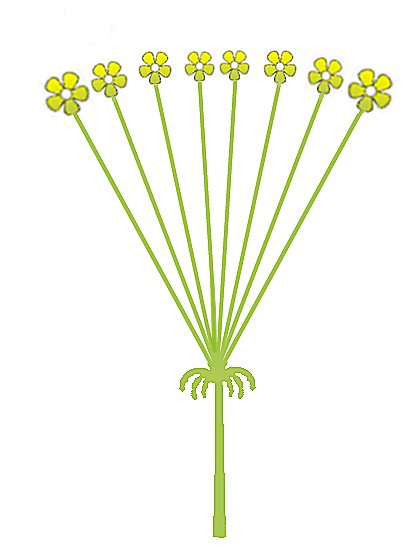
Esquema de una umbela simple.

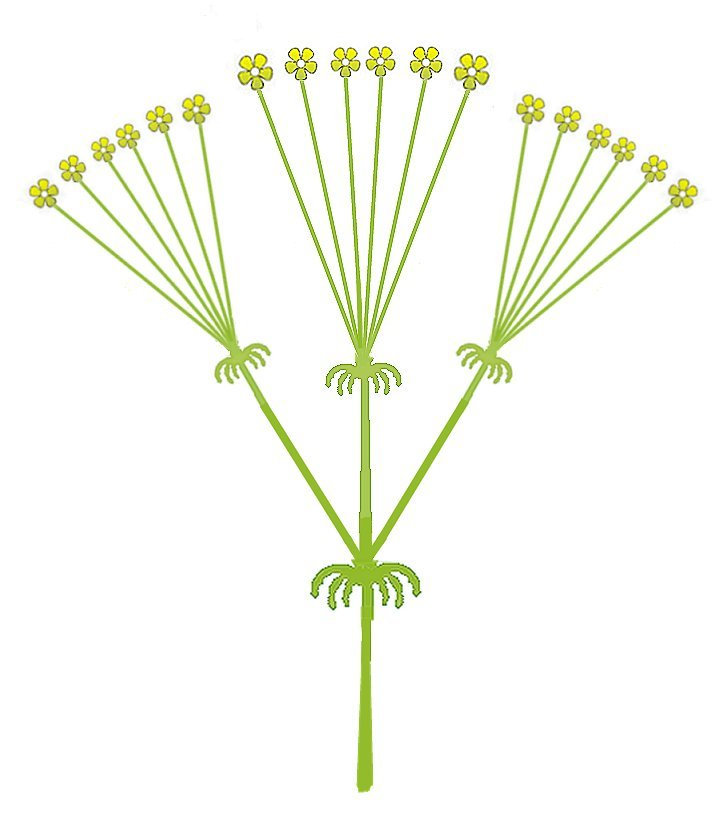
Esquema de una umbela compuesta.

En botánica una umbela (del latín umbella - 'quitasol'), es un tipo de inflorescencia indefinida, abierta o racemosa en la cual cierto número de tallos florales de la misma longitud, los pedicelos (también llamados radios), parten de un solo pedúnculo (eje principal) extendiéndose en forma de abanico, como las varillas de un paraguas.
Las umbelas pueden tener una forma plana, como en Daucus carota, o esférica, como en Fatsia japonica. Pueden ser simples o compuestas. En las umbelas compuestas, las umbelas situadas en el ápice de los radios de la umbela principal reciben el nombre de umbélula.
Las inflorescencias en umbela son características de la familia de las apiáceas (antiguamente llamada umbelíferas), como la zanahoria, el perejil, el eneldo o el hinojo; la familia de las araliáceas, como en la hiedra, en Fatsia o en Aralia; y en la familia de las aliáceas, como en el género Allium de las cebollas.

Tipos de umbelas
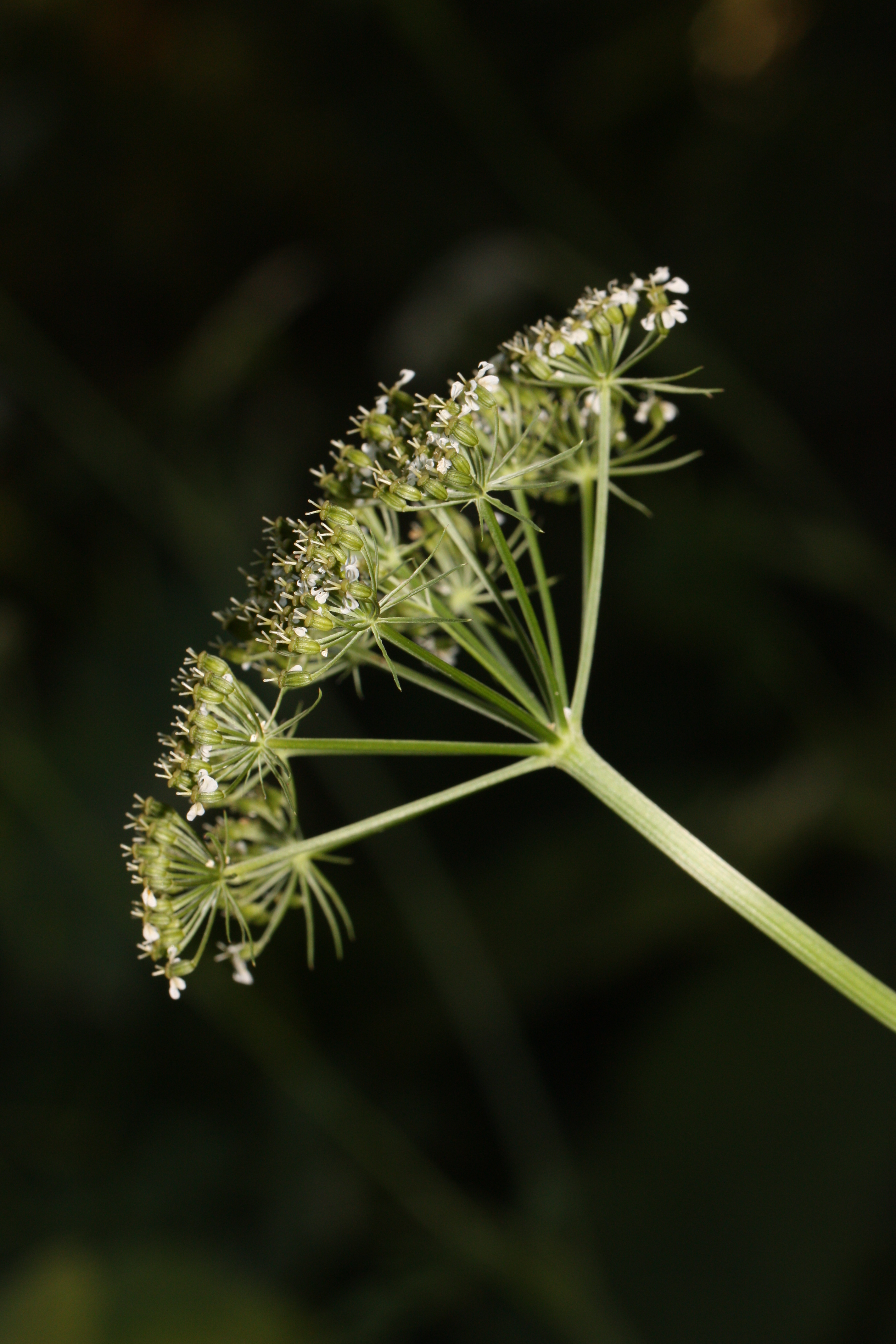
Umbela compuesta en Conioselinum pacificum
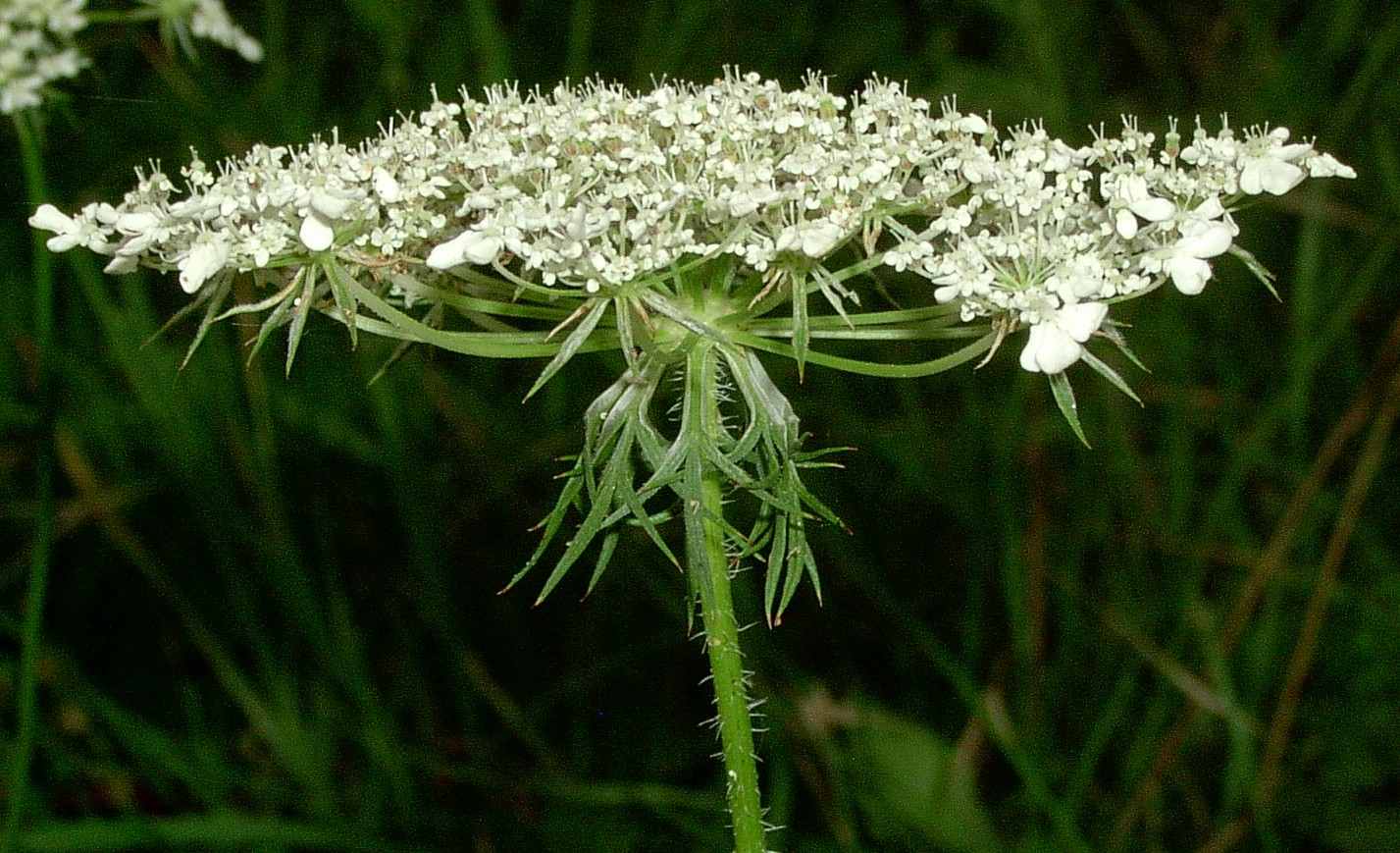
Umbela compuesta en Daucus carota, (Apiaceae)
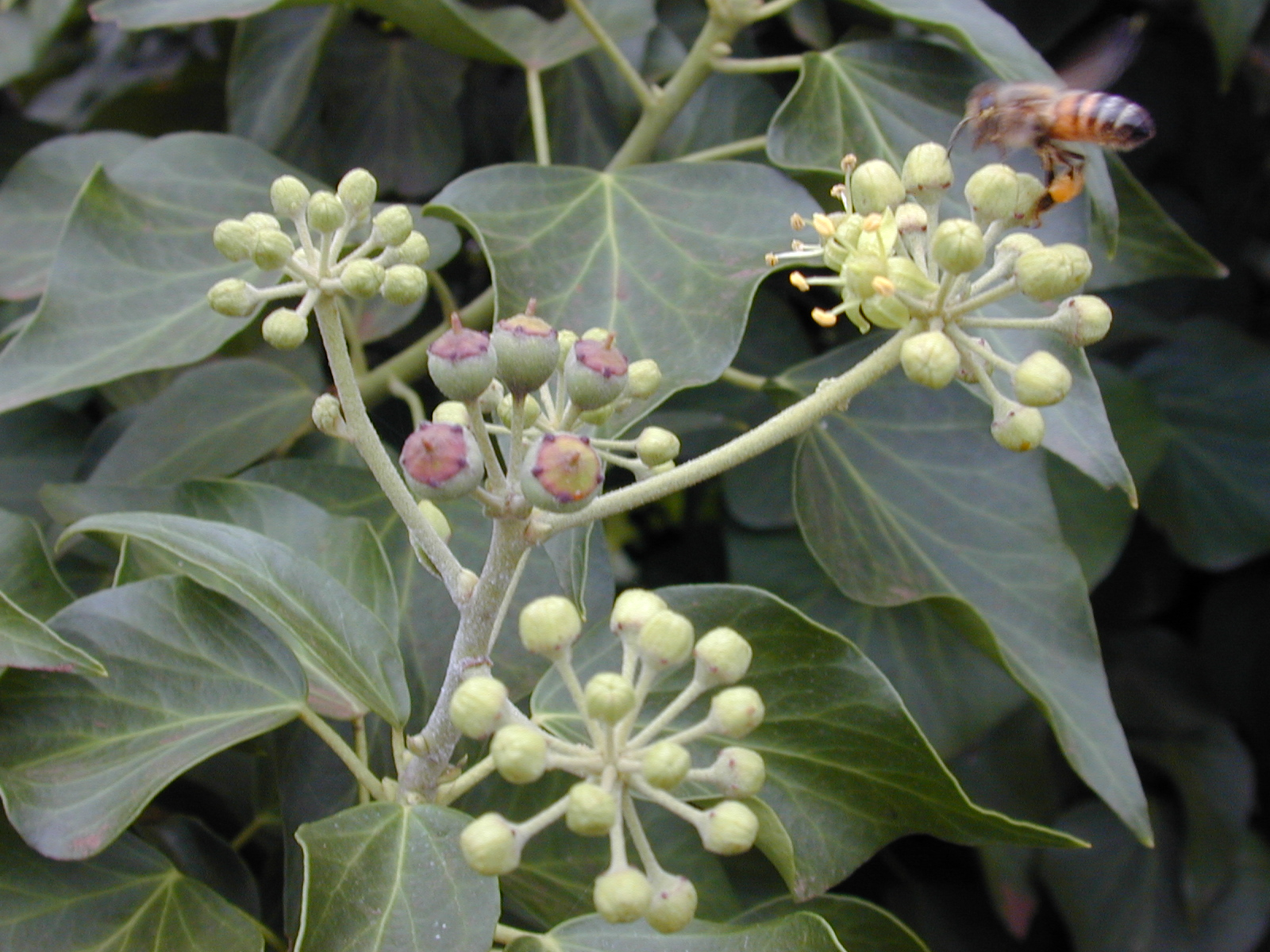
Umbelas simples en Hedera helix
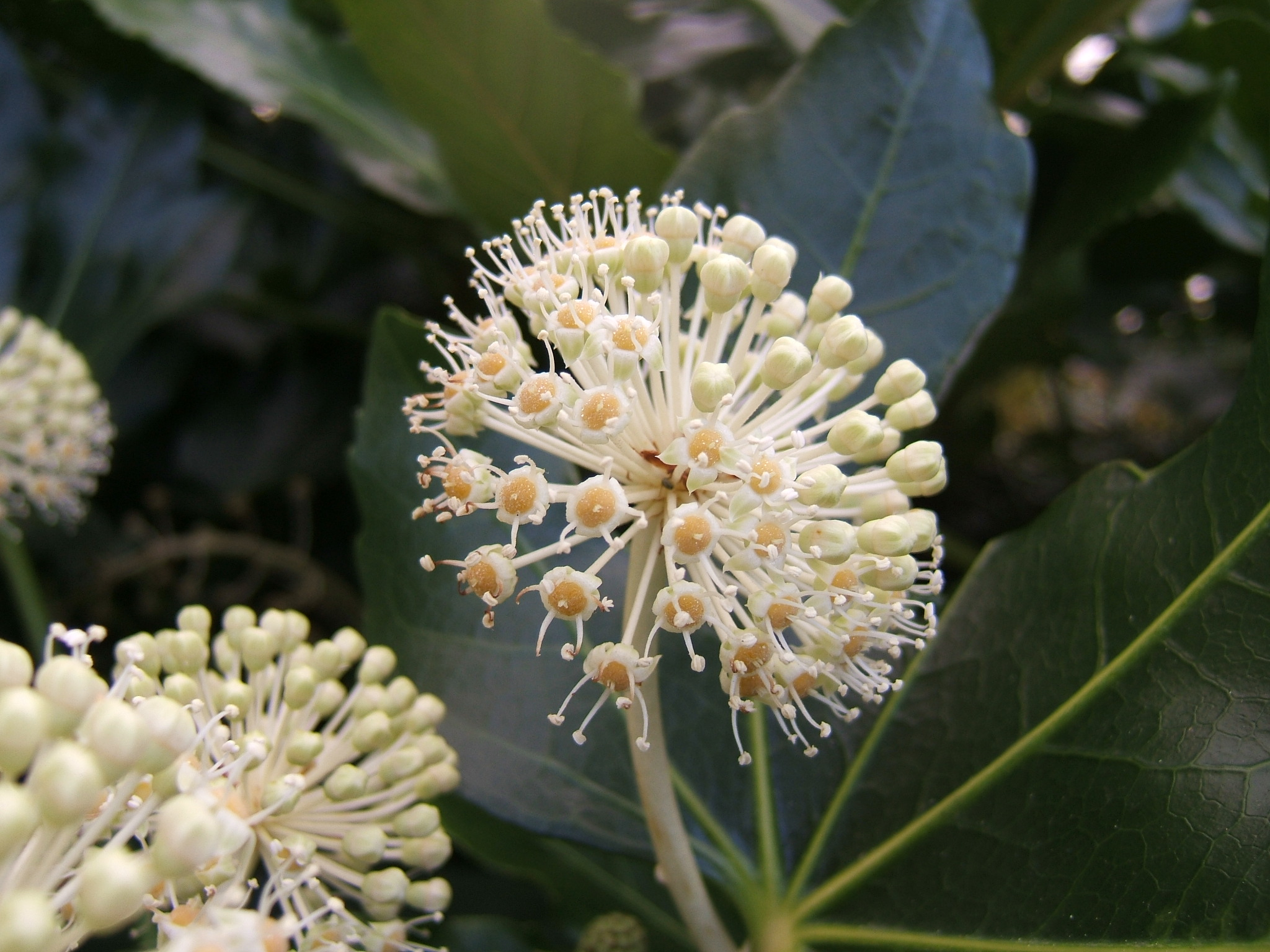
Umbela simple en Fatsia japonica